# 施特雷克尔降解反应
施特雷克尔降解反应（Strecker degradation），得名於德国化学家阿道夫·施特雷克尔，指α-氨基酸在特定试剂作用下，经过亚胺中间体，转变为相应的醛。
施特雷克尔最早报道是以丙酮二酰脲为氧化剂的反应：